# Grigorij Chromienko
Grigorij Dienisowicz Chromienko (Ogromienko), ros. Григорий Денисович Хроменко (Огроменко) (ur. w 1901 r. zm. w 1952 r. w Schleißheim) – radziecki funkcjonariusz partyjny i dziennikarz, redaktor i publicysta prasy kolaboracyjnej podczas II wojny światowej.
W okresie międzywojennym był w Pskowie funkcjonariuszem partii komunistycznej średniego szczebla (członek gorkomu). Ponadto pełnił funkcję redaktora naczelnego lub jego zastępcy gazety "Pskowskij kołchoznik". W okresie okupacji niemieckiej miasta od listopada 1941 r. kierował pskowskim oddziałem redakcji kolaboracyjnej gazety "Za Rodinu". Opublikował antysemicką broszurę pt. "Wiecznoje zło". Następnie redagował gazetę "Nowoje wriemia". Jednocześnie współpracował z redakcją pisma Rosyjskiej Armii Wyzwoleńczej (ROA) "Dobrowolec". Po zakończeniu wojny przebywał w obozie dla dipisów w Schleißheim pod Monachium, gdzie zmarł.